# Íntimo (álbum de Max Berrú)
Íntimo es el primer álbum de estudio como solista del músico chileno-ecuatoriano Max Berrú, lanzado en 2004 bajo el Sello Alerce. En el álbum colabora la banda Inti-Illimani, a la cual Max perteneció desde sus inicios en 1967 hasta 1997, fecha en que se debió retirar formalmente por razones personales, aunque continúe su lazo con ellos.
En la carátula puede verse diferenciada la última sílaba del título del álbum, destacándose el prefijo «Inti» que hace alusión a Inti-Illimani.

## Lista de canciones
| Íntimo |                                        |              |          |  |
| N.º    | Título                                 | Escritor(es) | Duración |  |
| 1.     | «Quiero hablar contigo»                |              |          |  |
| 2.     | «Vasija de barro»                      |              |          |  |
| 3.     | «Clavel del aire»                      |              |          |  |
| 4.     | «Mi cafetal»                           | Rafael Godoy |          |  |
| 5.     | «Manifiesto»                           |              |          |  |
| 6.     | «Serenata huasteca»                    |              |          |  |
| 7.     | «Las cuatro copas»                     |              |          |  |
| 8.     | «Tu olvido»                            |              |          |  |
| 9.     | «Cuando voy al trabajo»                |              |          |  |
| 10.    | «Sombras»                              |              |          |  |
| 11.    | «Pa' qué me sirve la vida»             |              |          |  |
| 12.    | «Zamba de mi pago»                     |              |          |  |
| 13.    | «Yo tuve una longuita / Pobre corazón» |              |          |  |
| 14.    | «Ella»                                 |              |          |  |
| 50:27  |                                        |              |          |  |